# Glem ikke dig selv!
Glem ikke dig selv! er en amerikansk stumfilm fra 1918 af Rex Ingram.

## Medvirkende
- Henry B. Walthall som Hector Humdrum Brown
- Mary Charleson som Alicia Boothe
- Dorothy Clark som Grace Danforth
- Howard Crampton som Carlos Tanner
- Kate Price som Kate